# Порангату (мікрорегіон)
Порангату (порт. Microrregião de Porangatu) — мікрорегіон в Бразилії, входить в штат Гояс. Складова частина мезорегіону Північ штату Гояс. Населення становить 216 200 чоловік на 2006 рік. Займає площу 35 171,853 км². Густота населення — 6,15 чол./км².

## Склад мікрорегіону
До складу мікрорегіону включені наступні муніципалітети:
1. Алту-Орізонті
2. Амараліна
3. Бонополіс
4. Кампінасу
5. Кампінорті
6. Кампус-Вердіс
7. Естрела-ду-Норті
8. Формозу
9. Мара-Роза
10. Мінасу
11. Мутунополіс
12. Нікеландія
13. Нова-Ігуасу-ді-Гояс
14. Порангату
15. Санта-Тереза-ді-Гояс
16. Санта-Терезінья-ді-Гояс
17. Тромбас
18. Уруасу

| Бразилія | Це незавершена стаття з географії Бразилії. Ви можете допомогти проєкту, виправивши або дописавши її. |